# Чаквал
Чаквал (урду چکوال) — місто в окрузі Чаквал регіону Потохар, Пенджаб, Пакистан.
Це 66-е за чисельністю населення місто Пакистану. Чаквал розташований за 90 кілометрів на південний захід від столиці Ісламабада та за 270 кілометрів від столиці провінції Лахор. До нього можна дістатися як з міжнародного аеропорту Ісламабаду, так і з міжнародного аеропорту Лахора.

## Географія
Ландшафт Чаквалу характеризується каньйонами Тірчак-Махала. Навколо міста в сусідніх населених пунктах є штучні та природні озера.

## Адміністрація
Чаквал був створений як незалежний округ Равалпінді в 1985 році шляхом поєднання провінції Чаквал округу Джелум, підрозділу Талаганг округу Атток і поліцейської дільниці Чоа Сайдан Шах, вирізаної з підрозділу Пінд Дадан Хан округу Джелум.
Чаквал є адміністративним центром однойменного округу і однойменного техсілу (підрозділ округу). Округ Чаквал розділений на три техсіли, а саме Калар-Кахар, Чоа Сайдан Шах і сам Чаквал. Саме місто Чаквал поділяється на п'ять об'єднаних рад, а округ Чаквал поділено на 68 союзних рад.